# ONT (텔레비전 채널)
ONT 채널은 KT ENA의 아웃도어 및 등산, 여행 등 여가 전문 케이블TV 채널이다. 슬로건은 Let's Do It이다.

## 주요 프로그램
- 걸어서 세계속으로
- 레저의 달인
- 세계테마기행
- 오감만족 세상은 맛있다